# Corti benedettine del Padovano
Il Corti benedettine del padovano è un vino a DOC prodotto nelle province di Padova e Venezia.

## Zona di produzione
La zona di produzione comprende l'intero territorio dei comuni di Agna, Anguillara Veneta, Arre, Arzergrande, Bagnoli di Sopra, Bovolenta, Brugine, Candiana, Cartura, Casalserugo, Conselve, Due Carrare, Legnaro, Maserà di Padova, Pernumia, Piove di Sacco, Polverara, Ponte San Nicolò, Pontelongo, Sant'Angelo di Piove di Sacco, San Pietro Viminario, Terrassa Padovana, Tribano e parte dei comuni di Albignasego, Battaglia  Terme, Codevigo, Correzzola, Monselice, Pozzonovo in provincia di Padova;
l'intero territorio dei comuni di Cona e Cavarzere in provincia di Venezia

## Storia
Plinio il Vecchio nella Naturalis Historia già segnalava le virtù dei vini prodotti nelle aree paludose dell'Adige; dopo il crollo dell'economia imperiale, a partire dall'853 sorsero numerosi monasteri benedettini, i cui monaci ripristinarono le coltivazioni e regimarono le acque. Le terre furono assegnate a famiglie contadine come gastaldie, ognuna dedicata a un santo; i prodotti principali erano il frumento e il vino, che venivano conferiti alle Corti dei monasteri per poi partire verso le vicine città. In epoca napoleonica gli ordini monastici furono soppressi e i beni delle Corti annessi al demanio. In seguito gli appezzamenti passarono nel patrimoni di ricche famiglie venete, che proseguirono le coltivazioni e nel XIX secolo ampliarono la commercializzazione dei prodotti.

## Tipologie

### Corti Benedettine del Padovano
Nel rosso è presente la menzione riserva
| Tipologia                      | bianco                                   | rosso                                                             | rosato                                                            |
| uvaggio                        | Tocai friulano min. 50%, e altri max.50% | Merlot 60-70%, Raboso piave e/o veronese min.10%, e altri max.30% | Merlot 60-70%, Raboso piave e/o veronese min.10%, e altri max.30% |
| titolo alcolometrico minimo    | 10,50% vol.                              | 11,00% vol.                                                       | 11,00% vol.                                                       |
| acidità totale minima          | 4,50 g/l.                                | 4,50 g/l.                                                         | 4,50 g/l.                                                         |
| estratto secco minimo          | 15,00 g/l                                | 18,00 g/l                                                         | 17,00 g/l                                                         |
| resa massima di uva per ettaro | ? q.                                     |                                                                   |                                                                   |
| resa massima di uva in vino    | ? %                                      |                                                                   |                                                                   |

### Tai
| Tipologia                      | Tai                     |
| uvaggio                        | Tocai friulano min. 85% |
| titolo alcolometrico minimo    | 11,00% vol.             |
| acidità totale minima          | 4,50 g/l.               |
| estratto secco minimo          | 15,00 g/l               |
| resa massima di uva per ettaro | ? q.                    |
| resa massima di uva in vino    | ? %                     |

### Pinot
| Tipologia                      | Pinot bianco          | Pinot grigio          |
| uvaggio                        | Pinot bianco min. 85% | Pinot grigio min. 85% |
| titolo alcolometrico minimo    | 11,50% vol.           | 11,00% vol.           |
| acidità totale minima          | 4,50 g/l.             | 4,50 g/l.             |
| estratto secco minimo          | 15,00 g/l             | 15,00 g/l             |
| resa massima di uva per ettaro | ? q.                  |                       |
| resa massima di uva in vino    | ? %                   |                       |

### Chardonnay
| Tipologia                      | Chardonnay          | frizzante           | spumante            |
| uvaggio                        | Chardonnay min. 85% | Chardonnay min. 85% | Chardonnay min. 85% |
| titolo alcolometrico minimo    | 11,50% vol.         | 11,50% vol.         | 11,50% vol.         |
| acidità totale minima          | 4,50 g/l.           | 4,50 g/l.           | 4,50 g/l.           |
| estratto secco minimo          | 15,00 g/l           | 15,00% g/l          | 15,00 g/l           |
| resa massima di uva per ettaro | ? q.                | ? q.                |                     |
| resa massima di uva in vino    | ? %                 | ? %                 |                     |

È prevista la tipologia spumante nel tipo «extra brut», «brut», «extra dry», «dry» o «demi-sec»,
aventi un titolo alcolometrico volumico totale minimo di 11,50% vol. È prevista la tipologia frizzante nel tipo da secco ad amabile avente un titolo alcolometrico volumico totale minimo di 10,50% vol.

### Sauvignon
| Tipologia                      | Chardonnay         |
| uvaggio                        | Sauvignon min. 85% |
| titolo alcolometrico minimo    | 11,50% vol.        |
| acidità totale minima          | 4,50 g/l.          |
| estratto secco minimo          | 15,00 g/l          |
| resa massima di uva per ettaro | ? q.               |
| resa massima di uva in vino    | ? %                |

### Spumante moscato
| Tipologia                      | Spumante moscato                                        |
| uvaggio                        | Moscato giallo min. 95%                                 |
| titolo alcolometrico minimo    | 11,00 di cui titolo alcolometrico svolto minimo 6% vol; |
| acidità totale minima          | 5,00 g/l.                                               |
| estratto secco minimo          | 15,00 g/l                                               |
| resa massima di uva per ettaro | ? q.                                                    |
| resa massima di uva in vino    | ? %                                                     |

### Merlot
| Tipologia                      | Merlot          |
| uvaggio                        | Merlot min. 85% |
| titolo alcolometrico minimo    | 11,50% vol.     |
| acidità totale minima          | 4,50 g/l.       |
| estratto secco minimo          | 20,00 g/l       |
| resa massima di uva per ettaro | ? q.            |
| resa massima di uva in vino    | ? %             |

### Cabernet
| Tipologia                      | Cabernet                                                | Cabernet Sauvignon                            |
| uvaggio                        | Cabernet sauvignon, Cabernet franc, Carmenère, min. 85% | Tocai friulano min. 85%                       |
| titolo alcolometrico minimo    | 11,50% vol - 12,50% vol per la versione «riserva»       | 11,50% vol. 2,50% vol per versione «riserva»; |
| acidità totale minima          | 4,50 g/l.                                               | 4,50 g/l.                                     |
| estratto secco minimo          | 20,0 g/l e 23 gr/l per la versione «riserva»            | 21 g/l e 24 g/l per la versione «riserva»     |
| resa massima di uva per ettaro | ? q.                                                    |                                               |
| resa massima di uva in vino    | ? %                                                     |                                               |

### Raboso
| Tipologia                      | Raboso                                          |
| uvaggio                        | Raboso Piave min. 85%                           |
| titolo alcolometrico minimo    | 11,00% vol - 12,50 per la versione «riserva»    |
| acidità totale minima          | 6,00 g/l.                                       |
| estratto secco minimo          | 22,0 g/l, e 25,0 gr/l per la versione «riserva» |
| resa massima di uva per ettaro | ? q.                                            |
| resa massima di uva in vino    | ? %                                             |

### Refosco dal penducolo rosso
È anche prevista la versione "riserva"
| Tipologia                      | Refosco dal penducolo rosso          | riserva                              |
| uvaggio                        | Refosco dal peduncolo rosso min. 85% | Refosco dal peduncolo rosso min. 85% |
| titolo alcolometrico minimo    | 11,50% vol                           | 12,50% vol                           |
| acidità totale minima          | 4,50 g/l.                            | 4,50 g/l.                            |
| estratto secco minimo          | 20,0 g/l                             | 24,0 g/l                             |
| resa massima di uva per ettaro | ? q.                                 | ? q.                                 |
| resa massima di uva in vino    | ? %                                  | ?%                                   |

### Novello
| Tipologia                      | Novello                                                           |
| uvaggio                        | Merlot 60-70%, Raboso piave e/o veronese min.10%, e altri max.30% |
| titolo alcolometrico minimo    | 11,00% vol                                                        |
| acidità totale minima          | 5,00 g/l.                                                         |
| estratto secco minimo          | 17,0 g/l                                                          |
| resa massima di uva per ettaro | ? q.                                                              |
| resa massima di uva in vino    | ? %                                                               |

### Raboso passito
È anche prevista la versione "riserva"
| Tipologia                      | Raboso passito        | riserva                                       |
| uvaggio                        | Raboso Piave min. 85% | Raboso Piave min. 85%                         |
| titolo alcolometrico minimo    | 14,00% vol            | 13,00% vol di cui almeno 11,00% vol effettivo |
| acidità totale minima          | 5,00 g/l.             | 5,50 g/l.                                     |
| estratto secco minimo          | 25,0 g/l              | 21,0 g/l                                      |
| resa massima di uva per ettaro | 140 q.                | ? q.                                          |
| resa massima di uva in vino    | 70 %                  | ? %                                           |